# Sunne (comune)
Sunne è un comune svedese di 13 308 abitanti, situato nella contea di Värmland. Il suo capoluogo è la cittadina omonima.

## Località
Nel territorio comunale sono comprese le seguenti aree urbane (tätort):
- Lysvik
- Rottneros
- Sunne
- Uddheden
- Västra Ämtervik

## Amministrazione

### Gemellaggi
- Mustvee
- Elverum
- Siilinjärvi
- Kingsburg (California)